# Montalieu-Vercieu
Montalieu-Vercieu è un comune francese di 3 107 abitanti situato nel dipartimento dell'Isère della regione dell'Alvernia-Rodano-Alpi.

## Società

### Evoluzione demografica
Abitanti censiti